# Morris Halle

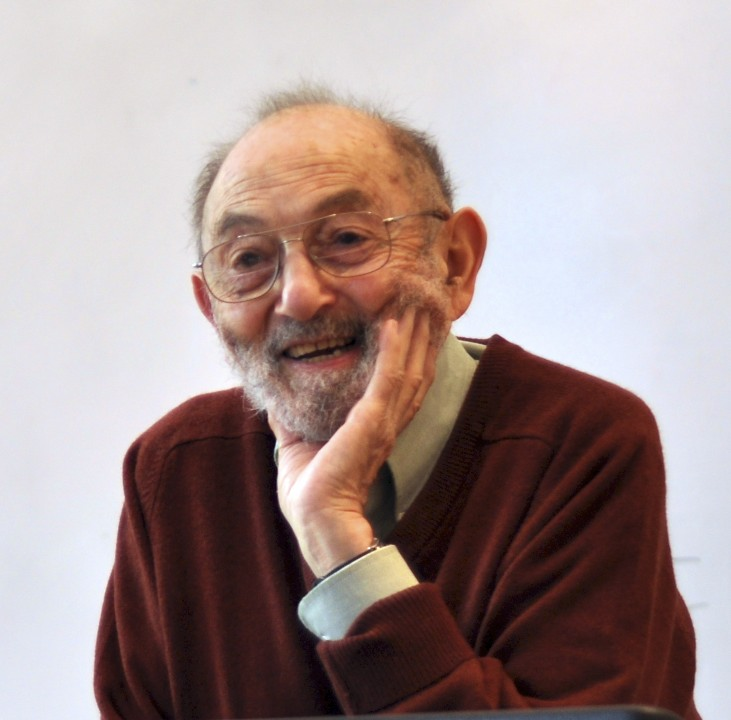
Morris Halle im Jahre 2011

Morris Halle [ˈhælɪ] (* 23. Juli 1923 in Liepāja als Moriss Pinkovics; † 2. April 2018) war ein lettisch-amerikanischer Sprachwissenschaftler und Professor am Massachusetts Institute of Technology.
Halle wurde vor allem mit seiner bahnbrechenden Arbeit zur generativen Phonologie bekannt. Er verfasste 1956 gemeinsam mit Noam Chomsky und Fred Lukoff On Accent and Juncture in English sowie 1968 gemeinsam mit Chomsky The Sound Pattern of English.
Anfang der 1990er Jahre verfasste er zusammen mit Alec Marantz einige Arbeiten, die zu der in der theoretischen Morphologie sehr einflussreichen Theorienfamilie der distribuierten Morphologie führten.

## Leben
Halle wurde 1923 in Liepāja geboren und kam 1929 mit seiner Familie nach Riga. 1940 gingen sie in die USA. Von 1941 bis 1943 studierte er Maschinenbau am City College of New York. 1943 wurde Halle zur Armee eingezogen und 1946 entlassen, worauf er an der University of Chicago Sprachwissenschaft studierte und 1948 mit einem Master abschloss. Danach studierte er an der Columbia University bei Roman Jakobson, wurde 1951 Professor am Massachusetts Institute of Technology und erlangte 1955 an der Harvard University einen Ph.D.-Titel. 
Er arbeitete u. a. mit Juri Lotman. 1963 wurde er in die American Academy of Arts and Sciences gewählt, 1988 in die National Academy of Sciences. 1996 wurde er am MIT emeritiert, forschte und publizierte jedoch weiterhin. 
Halle sprach Deutsch, Jiddisch, Lettisch, Russisch, Hebräisch und Englisch. Er lebte mit seiner Frau Rosamond in Cambridge. Die beiden hatten drei Söhne: David, John und Timothy.

## Veröffentlichungen (Auswahl)
- als Hrsg. mit Joan Bresnan und George A. Miller: Linguistic Theory and Psychological Reality. The MIT Press, Cambridge, Mass., 1978.
- From Memory to Speech and Back. Mouton de Gruyter, Berlin 2002.
- Fundamentals of Language. Mouton, Den Haag 1956 (2. Auflage 1971; mit Roman Jakobson). Deutsche Übersetzung von Georg Friedrich Meier: Grundlagen der Sprache. Akademie-Verlag, Berlin (DDR) 1960.
- For Roman Jakobson. Mouton, Den Haag 1956.
- mit Noam Chomsky: The Sound Pattern of English. Harper & Row, New York 1968.
- als Hrsg. mit Joan Bresnan: Linguistic Theory and Psychological Reality. MIT Press, Cambridge 1978.
- The Sound Pattern of Russian.  Mouton, Den Haag 1959.
- mit George N. Clements: Problem Book in Phonology. MIT Press, Cambridge 1983.
- mit C. Gunnar M. Fant und Roman Jakobson: Preliminaries to Speech Analysis. MIT Press, Cambridge 1961.